# Hội Vật lý Hoa Kỳ
Hội Vật lý Hoa Kỳ, (tiếng Anh American Physical Society, APS) là một tổ chức thành viên phi lợi nhuận cho các chuyên gia  về vật lý và các ngành liên quan, gồm gần 50 ban, ngành, và các đơn vị khác. Nhiệm vụ của hội là thúc đẩy và mở rộng kiến thức vật lý. Hội xuất bản hàng chục tờ báo khoa học, bao gồm nhũng ấn phẩm danh giá như Physical Review và Physical Review Letters, và tổ chức hơn hai mươi cuộc gặp mỗi năm. APS là một hội thành viên của Viện Vật lý Hoa Kỳ. Kể từ tháng 2 năm 2015 tổ chức được lãnh đạo bởi giám đốc điều hành Kate Kirby.

## Lịch sử
Hiệp hội ra đời ngày 20/05/1899 theo đề xuất của Arthur Gordon Webster, đặt mục tiêu thúc đẩy và mở rộng kiến thức về vật lý. Hội có trụ sở tại College Park, Maryland, Hoa Kỳ, và có khoảng 40.000 thành viên. Hội hiện xuất bản hơn một chục các tạp chí khoa học, bao gồm cả tạp chí Physical Review và Physical Review Letters, và tổ chức hơn hai mươi cuộc họp mặt khoa học hàng năm.
Năm 2005, Hội đã đóng vai trò dẫn đầu trong sự tham gia của Hoa Kỳ vào năm Vật lý. Được bầu là Thành viên Hội là một vinh dự đặc biệt .

## Các ấn phẩm
Hiệp hội Vật lý Hoa Kỳ đã xuất bản 13 tạp chí nghiên cứu quốc tế và một trang tin tức và bình luận trực tuyến Physics.
- Physical Review Letters (PRL)
- Reviews of Modern Physics (RMP)
- Physical Review A (PRA): Vật lý nguyên tử, phân tử và quang học.
- Physical Review B (PRB): Vật lý vật chất ngưng tụ và khoa học vật liệu
- Physical Review C (PRC): Vật lý hạt nhân
- Physical Review D (PRD): Các hạt, các lĩnh vực, lực hấp dẫn và vũ trụ học.
- Physical Review E (PRE): Vật lý học thống kê, phi tuyến và vật chất mềm.
- Physical Review X (PRX): Truy cập mở: vật chất thuần túy, ứng dụng, và liên ngành.
- Physical Review Applied (PRApplied): Ứng dụng thực nghiệm và lý thuyết của vật lý.
- Physical Review Fluids (PRFluids): Động lực học chất lỏng.
- Physical Review Accelerators and Beams (PRAB): Truy cập mở: khoa học gia tốc và công nghệ.
- Physical Review Physics Education Research (PRPER): nghiên cứu thực nghiệm và lý thuyết về giáo dục vật lý.
- Physical Review Materials (PRMaterials): Tạp chí quốc tế phạm vi rộng cho cộng đồng đa ngành tham gia nghiên cứu về vật liệu.

Tất cả các thành viên của APS đều nhận được ấn phẩm hàng tháng về Vật lý Ngày nay (Physics Today), do Viện Vật lý Mỹ (AIP) xuất bản .